# Село Майя
Село Майя — сельское поселение в Мегино-Кангаласском улусе Якутии Российской Федерации.
Административный центр — село Майя.

## История
Статус и границы сельского поселения установлены Законом Республики Саха (Якутия) от 30 ноября 2004 года N 173-З N 353-III «Об установлении границ и о наделении статусом городского и сельского поселений муниципальных образований Республики Саха (Якутия)».

## Население
| 2011  | 2012  | 2013  | 2014  | 2015  | 2016  | 2017  |
| ----- | ----- | ----- | ----- | ----- | ----- | ----- |
| 7291  | ↘7200 | ↗7233 | ↘7184 | ↗7191 | ↗7221 | ↗7223 |
| 2018  | 2019  | 2020  | 2021  |       |       |       |
| ↗7228 | ↘7212 | ↗7289 | ↗7322 |       |       |       |

## Состав сельского поселения
| № | Населённый пункт | Тип населённого пункта       | Население |
| - | ---------------- | ---------------------------- | --------- |
| 1 | Майя             | село, административный центр | ↗7322     |